# Kuhliidae
Famille
Genres de rang inférieur
- Kuhlia

Les Kuhliidae  sont une famille de poissons de l'ordre des Perciformes.
Selon les espèces, ces poissons vivent en eau douce, saumâtre ou en eau de mer.

## Liste des genres
Selon World Register of Marine Species (5 juin 2015) :
- genre Kuhlia Gill, 1861 -- 11 espèces